# Брезова-под-Брадлом
Бре́зова-под-Брадлом (словац. Brezová pod Bradlom, нем. Birkenhain, венг. Berezó) — город в западной Словакии, расположенный у подножья Малых Карпат. Население — около 5 тысяч человек.

## История
Брезова впервые упоминается в 1263 году в письме короля Белы IV. В 1709 стала городом. В 1848 году Брезова была одним из центров восстания.

### Название
Название «Брезова» означает «Берёзовая».

## Население
| Год:                | 1994 | 2004    | 2014    | 2024    |
| ------------------- | ---- | ------- | ------- | ------- |
| Количество человек: | 5693 | 5452    | 4996    | 4543    |
| Разница:            |      | −4,23 % | −8,36 % | −9,06 % |

## Известные люди
В городе родился Осуский, Стефан (1889—1973) — чехословацкий дипломат, политик и учёный.

## Достопримечательности
- Приходской костёл
- Лютеранская кирха
- Православный приход великомученика Димитрия Солунского
- Могила Милана Штефаника на горе Брадло

## Награды
- Крест Президента Словацкой Республики II степени (15 июня 2002 года)[4]

## Города-побратимы
- Погоржелице Чехия